# کارولین تامپسون
کارولین تامپسون (انگلیسی: Carolyn Thompson؛ زادهٔ) بازیکن بسکتبال اهل ایالات متحده آمریکا است.